# The Most Beautiful Moment in Life, Pt. 2
The Most Beautiful Moment in Life, Pt. 2 (auch HYYH Pt. 2, Hangeul: 화양연화 pt.2, Hanja: 花樣年華, revidierte Romanisierung: Hwayangyeonhwa pt.2) ist die vierte EP der südkoreanischen Boygroup BTS, welche am 30. November 2015 über Big Hit Entertainment erschien. Das Album enthält neun Lieder, darunter die Single RUN. Zwei verschiedene physikalische Versionen (blau und pfirschfarben) wurden veröffentlicht. HYYH Pt. 2 ist der zweite Teil der The Most Beautiful Moment in Life-Trilogie.

## Hintergrund und Werbung
Am 8. September 2015 kündigte Big Hit Entertainment die EP und die kommende Tour 2015 BTS LIVE „The Most Beautiful Moment in Life On Stage“  mit dem Video “화양연화 on stage: prologue” auf Navers V LIVE an. Am 17. November erschien der animierte Comeback-Trailer „Intro: Never Mind“ von SUGA, RM und J-Hope. Am 20. November kündigte BigHit die Ausstellung 'Butterfly Dream: BTS Open Media Exhibition' auf Instagram an, welche den Besuchern vom 1.–8. Dezember 2015 in Seoul offenstand. Am 23. November wurden die ersten Konzept-Fotos unter dem Titel „Je Ne Regrette Rien“, französisch für „Ich bereue nichts“, auf Facebook veröffentlicht. Am nächsten Tag folgte der Rest der Bilder mit dem Namen „Papillion“, was „Schmetterling“ heißt. Am 25. November erschien der Teaser zu RUN. Ein offizielles Album-Snippet wurde mit der Titelliste am 26. November veröffentlicht. Am 27. November veröffentlichte die Gruppe den Song „Ma City“ auf ihrer Website für kostenloses Streaming für 24 Stunden. Am selben Tag sagte die Gruppe auf einer Pressekonferenz für ihr Konzert „Teil eins erklärte, wie anstrengend und schwierig die Jugend ist und wie wir uns immer am Rand der Klippe fühlen. Teil zwei wird ein abenteuerlicheres und gewagteres Gefühl haben. Deshalb heißt unser Titelsong RUN“.

## Musikvideo
Das Musikvideo zu RUN kam am 30. November parallel mit dem Album heraus. Die Erzählung im Video verbindet die Geschichten von I NEED U und 화양연화 on stage : prologue video.

## Titelliste
Die Songwriter und Produzenten wurden aus dem CD-Booklet übernommen.
| Nr.          | Titel                             | Text                                                                  | Musik                               | Länge |
| ------------ | --------------------------------- | --------------------------------------------------------------------- | ----------------------------------- | ----- |
| 1.           | Intro: Never Mind                 | Slow Rabbit • SUGA • RM • J-Hope                                      | Slow Rabbit                         | 2:18  |
| 2.           | Run                               | Pdogg • „hitman“ bang • RM • SUGA • J-Hope • V • Jungkook             | Pdogg                               | 3:57  |
| 3.           | Butterfly                         | „hitman“ bang • Pdogg • Slow Rabbit • Brother Su • RM • SUGA • J-Hope | Pdogg                               | 4:00  |
| 4.           | Whalien 52                        | „hitman“ bang • Pdogg • Slow Rabbit • Brother Su • RM • SUGA • J-Hope | Pdogg                               | 4:04  |
| 5.           | Ma City                           | Pdogg • „hitman“ bang • RM • J-Hope • SUGA                            | Pdogg                               | 4:18  |
| 6.           | 뱁새 (Baepsae / Silver Spoon)     | Pdogg • RM • Slow Rabbit • Supreme Boi                                | Pdogg                               | 3:54  |
| 7.           | Skit: One Night in a Strange City |                                                                       | Pdogg • Slow Rabbit • „hitman“ bang | 4:25  |
| 8.           | 고엽 (Autumn Leaves)              | SUGA • Slow Rabbit • Jungkook • „hitman“ bang • RM • J-Hope • Pdogg   | SUGA • Slow Rabbit                  | 4:28  |
| 9.           | Outro: House of Cards             | Slow Rabbit • Brother Su • „hitman“ bang                              | Slow Rabbit                         | 2:57  |
| Gesamtlänge: | Gesamtlänge:                      | Gesamtlänge:                                                          | Gesamtlänge:                        | 34:21 |

## Kommerzieller Erfolg
Am 26. November wurde bekannt gegeben, dass die EP über 150.000 mal vorbestellt wurde. Für die drei Konzerte der "The 2015 BTS LIVE „The Most Beautiful Moment in Life On Stage“ Tour in Seoul vom 27. – 29. November wurden alle 13.500 Karten gekauft. Weitere 25.000 Konzertickets wurden für die zwei Konzerte am 8. und 9. Dezember in Japan erworben.
Alle neun Songs der EP schafften es auf die GAON-Single-Charts. Mit „RUN“ gewannen die Bangtan Boys fünf Trophäen bei Musik-Shows. Das Album debütierte auf Platz 1 der wöchentlichen und monatlichen GAON-Album-Charts.
The Most Beautiful Moment in Life, Pt. 2 war mit 274.135 verkauften Kopien das 5. meistverkaufte Album des Jahres in Korea.
Acht Songs landeten auf Billboards World Digital Songs Charts und die EP debütierte als erstes Werk der Gruppe auf Platz 171 der Billboard 200 mit 5.000 verkauften Kopien. BTS war der erste K-Pop-Act, dessen Album mehr als eine Woche auf Platz 1 der Billboard World-Album-Charts verbrachte. Die EP war insgesamt 22 Wochen in den Charts.
Die EP landete auf Platz 4 der Billboards The 10 Best K-pop Albums of 2015, während RUN Platz 3 der The 20 Best K-pop Songs of 2015 belegte.

## Chartplatzierungen

### Album
| ChartsChartplatzierungen       | Höchstplatzierung | Wochen |
| ------------------------------ | ----------------- | ------ |
| Japan (Oricon)                 | 45 (2 Wo.)        | 2      |
| Südkorea (KMCA)                | 1 (419 Wo.)       | 419    |
| Vereinigte Staaten (Billboard) | 171 (1 Wo.)       | 1      |

| ChartsJahrescharts (2015) | Platzierung |
| ------------------------- | ----------- |
| Südkorea (KMCA)           | 5           |

| ChartsJahrescharts (2016) | Platzierung |
| ------------------------- | ----------- |
| Südkorea (KMCA)           | 21          |

| ChartsJahrescharts (2017) | Platzierung |
| ------------------------- | ----------- |
| Südkorea (KMCA)           | 57          |

| ChartsJahrescharts (2018) | Platzierung |
| ------------------------- | ----------- |
| Südkorea (KMCA)           | 57          |

| ChartsJahrescharts (2019) | Platzierung |
| ------------------------- | ----------- |
| Südkorea (KMCA)           | 61          |

| ChartsJahrescharts (2020) | Platzierung |
| ------------------------- | ----------- |
| Südkorea (KMCA)           | 88          |

| ChartsJahrescharts (2021) | Platzierung |
| ------------------------- | ----------- |
| Südkorea (KMCA)           | 67          |

### Singles
| Jahr | Titel | Höchstplatzierung, Gesamtwochen, AuszeichnungChartplatzierungen (Jahr, Titel, , Platzierungen, Wochen, Auszeichnungen, Anmerkungen) | Höchstplatzierung, Gesamtwochen, AuszeichnungChartplatzierungen (Jahr, Titel, , Platzierungen, Wochen, Auszeichnungen, Anmerkungen) | Anmerkungen                             |
| Jahr | Titel | KR | JP | Anmerkungen                             |
| ---- | ----- | --- | --- | --------------------------------------- |
| 2015 | Run   | KR8 (16 Wo.)KR | JP2 (11 Wo.)JP | Erstveröffentlichung: 30. November 2015 |

## Auszeichnungen

### Preisverleihungen
| Jahr | Preisverleihung                |     | Preis                       | Ergebnis | Ref.   |
| ---- | ------------------------------ | --- | --------------------------- | -------- | ------ |
| 2015 | MBC Music Show Champion Awards | RUN | Best Performance Male Group | Gewonnen | [ 27 ] |

### Musik-Shows
RUN
| Programm      | Datum             |
| ------------- | ----------------- |
| The Show      | 8. Dezember 2015  |
| Show Champion | 9. Dezember 2015  |
| Music Bank    | 11. Dezember 2015 |
| Show Champion | 16. Dezember 2015 |
| Music Bank    | 8. Januar 2016    |